# Iona Nationalpark
Iona Nationalpark (også Yona National Park, portugisisk: Parque Nacional de lona) er en nationalpark i Angola. Den dækker en stor del af området i kommunen Iona og er en del af Iona-Skeletkysten grænseoverskridende beskyttede område i Angola og Namibia. Med sine 15.150 km² er Iona nationalpark den tredjestørste af de ni nationalparker i Angola, efter Mavinga nationalpark og Luengue-Luiana nationalpark.

## Geografi
Nationalparken er kendetegnet ved sine forskellige savannelandskaber og mod Atlanterhavet af sit klitlandskab med Welwitschiaer, som er op til 1000 år gamle og ofte findes her. Pattedyrene i parken omfatter:  chacmabavian, bjergzebra, elefant, jordulv, gepard, giraf, stor kudu, hyæne, impala, leopard, løve, oryx, sortrygget sjakal, brun hyæne, gemsbok, springbuk, sort næsehorn og sydlig grøn marekat. Angolas nationaldyr, Palanca Negra Gigante (Kæmpe sabelantilope), blev også betragtet som hjemmehørende her, men men er sandsynligvis nu uddød her.
Som alle nationalparker i Angola er Iona Nationalpark også under administration af Direcção Nacional de Gestão do Ambiente ( "Nationaldirektoratet for Miljøaffærer").

## Historie
Iona Nationalpark blev grundlagt af den portugisiske koloniadministration den 2. oktober 1937 som et beskyttet jagtdistrikt (port.: Reserva de caça) og har siden den 26. december 1964 været klassificeret som nationalpark.
Under den angolanske borgerkrig (1975-2002) blev forvaltningen i parken alvorligt forsømt. Efter fredsaftalen i 2002 har regeringens fokus igen været på  naturbeskyttelse og dermed nationalparkerne .
I efteråret 2013 blev parkens personale og udstyr øget markant, og yderligere uddannelsestiltag blev aftalt i samarbejde med Sydafrika. Det tekniske udstyr  som køretøjer og kommunikationsmidler blev forbedret, hvilket skulle gøre kampen mod krybskytter meget mere effektiv. Parallelt hermed oprettedes et seksårigt program på 10,5 millioner dollars til at forny parkens faciliteter og hegn samt forbedre dens forvaltning og databehandling. Det var finansieret af Angolas regering, EU og FN's Udviklingsprogram (UNDP). Dermed får parkens turisttilbud, som har eksisteret siden 2001 også større betydning. I juli 2023 blev 14 sydlige giraffer (Giraffa giraffa) fra Namibia genindført i parken, en art der havde været uddød i Angola i årtier.